# Eparchia di Corea

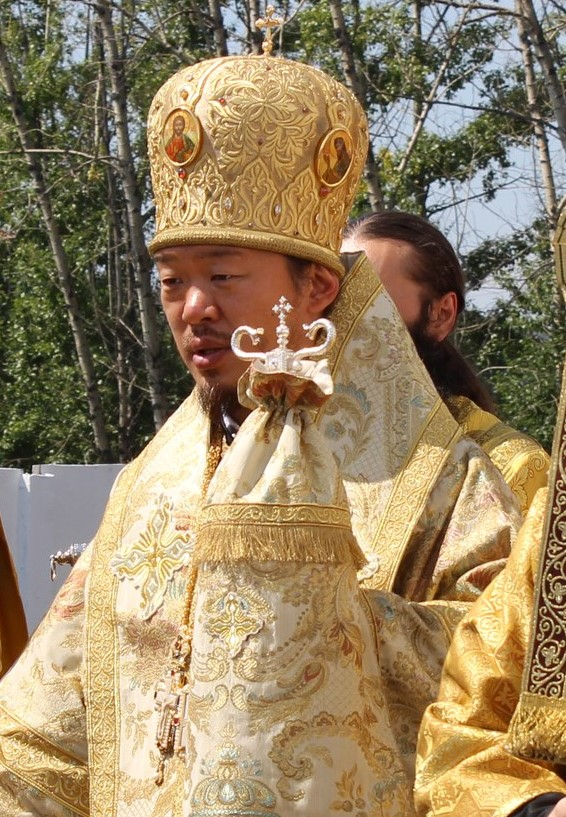
Theophanes Kim, eparca di Corea.

L'eparchia di Corea (in russo Корейская епархия?) è un'eparchia della Chiesa ortodossa russa che comprende le parrocchie ortodosse russe della Repubblica di Corea e della Repubblica Popolare Democratica di Corea. Fa parte dell'esarcato patriarcale del sud-est asiatico.
Dal 4 aprile 2019 l'eparca è Theophanes Kim.

## Storia
Dal 1900 al 1949, operò nella penisola di Corea la Missione spirituale russa in Corea, istituita per prendersi cura dei cittadini russi ortodossi che vivevano o visitavano il Paese. L'espulsione nel 1949 del responsabile della missione, l'archimandrita Policarpo Priymak, ha posto fine alla missione russa.
Nel 1955 i cristiani ortodossi della Corea del Sud passarono sotto la giurisdizione del Patriarcato ecumenico di Costantinopoli. Nel 2004 è stata istituita la metropolia coreana del patriarcato di Costantinopoli, che comprendeva anche alcune parrocchie di tradizione russa.
Nel 2016 il Santo Sinodo nominò l'arcieparca Sergio Chashin amministratore delle parrocchie del patriarcato di Mosca nel Sud-est asiatico e nell'Asia orientale.
In seguito alla rottura delle relazioni tra il patriarcato di Mosca e quello di Costantinopoli e la nascita dello scisma, il 28 dicembre 2018 il Santo Sinodo ha istituito l'esarcato patriarcale del sud-est asiatico, che comprendeva anche la penisola coreana. In seguito, il 26 febbraio 2019, è stata eretta l'eparchia coreana, che comprendeva due sole parrocchie, la Resurrezione di Cristo a Seul e la Natività della Beata Vergine Maria a Busan.
Il 13 ottobre 2022 il Santo Sinodo ha approvato gli statuti dell'eparchia.